# Gljúfrasteinn
Gljúfrasteinn ligger halvannan mil nordöst om Reykjavik, i kommunen Mosfellsbær. Huset var författaren Halldór Laxness hem och arbetsplats. Laxness lät bygga huset år 1945. Arkitekt var Ágúst Pálsson. I samråd med byggherren byggdes huset i modern stil som påminner om Bauhaus. De största rummen är vardagsrummet på bottenvåningen och Laxness arbetsrum på ovanvåningen. En stor del av inredningen finns fortfarande kvar. Även den går i modern stil, med tillägg för de personliga detaljer som författaren och hans hustru insamlat.
Laxness och hans fru hade också en stor bekantskapskrets, omfattande både inländska och utländska vänner, som gärna besökte Gljúfrasteinn. I vardagsrummet hölls förr ofta konserter med kända utövare. Fortfarande hålls konserter sommartid i vardagsrummet.
Garaget har byggts om till mottagning för besökare. Utanför huset finns Laxness bil, en Jaguar Mk II, fortfarande parkerad. Den är av typ 5D Mark II, 24-105L, årgång 1969.
Gljúfrasteinn inköptes av isländska staten år 2002. Två år senare öppnade ett museum till Halldór Laxness minne. Museet är öppet året runt för besökare.
Husets omgivningar är mycket vackra och lämpar sig väl för promenader. Särskilda promenadstigar har anlagts med utgångspunkt från huset. Laxness var själv en flitig vandrare.